# Laurentius Lombardo
Laurentius Lombardo OCist (auch: Lorenz Laimbrod, * um 1520/1530 in Laibach; † November 1590 in Wiener Neustadt) war ein römisch-katholischer Geistlicher, von 1568 bis 1579 Abt der Benediktinerabtei St. Blasius zu Admont und von 1586 bis 1590 Abt des Zisterzienserstifts Neukloster in Wiener Neustadt.

## Leben und Wirken
Nach der religiös bedingten Abdankung des Abtes Valentin Abel im Jahre 1568 entschied sich das Stiftskapitel ganz bewusst für einen externen Kandidaten, der nicht einmal dem Benediktiner- sondern dem Zisterzienserorden angehörte.
Laurentius Lombardo hatte seine Erziehung im Kloster Sittich in Krain erfahren. Anschließend trat er als Konventuale in Stift Rein ein, bevor er als Subprior nach Sittich zurückkehrte. Das Stift Admont, dessen Regierung er 1568 übernahm, lag zu diesem Zeitpunkt wirtschaftlich wie religiös danieder. Die prekäre wirtschaftliche Lage suchte er durch umfangreichen Verkauf und Verpfändung der Klostergüter, unter anderem der Admonter Propstei Mautern, zu kompensieren, die Admonter Güter in Kärnten übernahm der Kärntner Landeshauptmann Georg von Khevenhüller. Den durch die Verkäufe erzielten Einnahmen, die wiederum durch den Schuldendienst des Stifts aufgezehrt wurden, stand jedoch ein kostspieliger Lebensstil mit aufwendiger Reisetätigkeit entgegen.
In der Amtszeit von Laurentius Lombardo konnte sich, namentlich durch die Aktivität von Hans Hofmann von Grünbühel auf Burg Strechau, der Protestantismus im Ennstal etablieren. 1579 ergab die Visitation durch den Rottenmanner Propst Johann Muchitsch und etliche weitere geistliche und weltliche Kommissäre ein durchaus bedrohliches Bild der klösterlichen Verhältnisse. Lombardo, der sich selbst zum katholischen Glauben bekannte, erklärte, gegen die „überhandnehmenden protestantischen Bräuche“ machtlos zu sein. Selbst stiftische Mitarbeiter in leitender Position, wie der Sekretär, der Forstmeister oder der Hofrichter, bekannten sich bereits offiziell zum evangelischen Glauben. Unter dem Druck der Verhältnisse legte der Abt daraufhin sein Amt nieder und kehrte nach Sittich zurück. Als Administrator des Stifts Admont wurde nach der Resignation von Laurentius Lombardo seitens des Landesfürsten, Erzherzog Karl, der Propst des Stifts Rudolfswerth, Polydor von Montagnana bestimmt.
Auf Vermittlung des Abtes Georg Freyeisen von Stift Rein wurde Lombardo, der hier als „Lorenz Laimbrod“ geführt wird, am 27. Mai 1586 zunächst zum Administrator des Zisterzienserstifts Neukloster in Wiener Neustadt bestellt und hier am 17. Juli 1586 zum Abt ernannt. Trotz Einsatzes seines persönlichen Vermögens gelang ihm auch hier nicht die angestrebte wirtschaftliche Sanierung des Stifts oder die Rückgewinnung des entfremdeten stiftischen Besitzes in Rohr.